# Dang Deur
Dang Deur is een bestuurslaag in het regentschap Tangerang van de provincie Banten, Indonesië. Dang Deur telt 6486 inwoners (volkstelling 2010).